# Graphe de visibilité
 (mai 2024).
La mise en forme du texte ne suit pas les recommandations de Wikipédia : il faut le « wikifier ».
Les points d'amélioration suivants sont les cas les plus fréquents. Le détail des points à revoir est peut-être précisé sur la page de discussion.
- Les titres sont pré-formatés par le logiciel. Ils ne sont ni en capitales, ni en gras.
- Le texte ne doit pas être écrit en capitales (les noms de famille non plus), ni en gras, ni en italique, ni en « petit »…
- Le gras n'est utilisé que pour surligner le titre de l'article dans l'introduction, une seule fois.
- L'italique est rarement utilisé : mots en langue étrangère, titres d'œuvres, noms de bateaux, etc.
- Les citations ne sont pas en italique mais en corps de texte normal. Elles sont entourées par des guillemets français : « et ».
- Les listes à puces sont à éviter, des paragraphes rédigés étant largement préférés. Les tableaux sont à réserver à la présentation de données structurées (résultats, etc.).
- Les appels de note de bas de page (petits chiffres en exposant, introduits par l'outil «  Source ») sont à placer entre la fin de phrase et le point final[comme ça].
- Les liens internes (vers d'autres articles de Wikipédia) sont à choisir avec parcimonie. Créez des liens vers des articles approfondissant le sujet. Les termes génériques sans rapport avec le sujet sont à éviter, ainsi que les répétitions de liens vers un même terme.
- Les liens externes sont à placer uniquement dans une section « Liens externes », à la fin de l'article. Ces liens sont à choisir avec parcimonie suivant les règles définies. Si un lien sert de source à l'article, son insertion dans le texte est à faire par les notes de bas de page.
- La présentation des références doit suivre les conventions bibliographiques. Il est recommandé d'utiliser les modèles {{Ouvrage}}, {{Chapitre}}, {{Article}}, {{Lien web}} et/ou {{Bibliographie}}. Le mode d'édition visuel peut mettre en forme automatiquement les références.
- Insérer une infobox (cadre d'informations à droite) n'est pas obligatoire pour parachever la mise en page.

Pour une aide détaillée, merci de consulter Aide:Wikification.
Si vous pensez que ces points ont été résolus, vous pouvez retirer ce bandeau et améliorer la mise en forme d'un autre article.

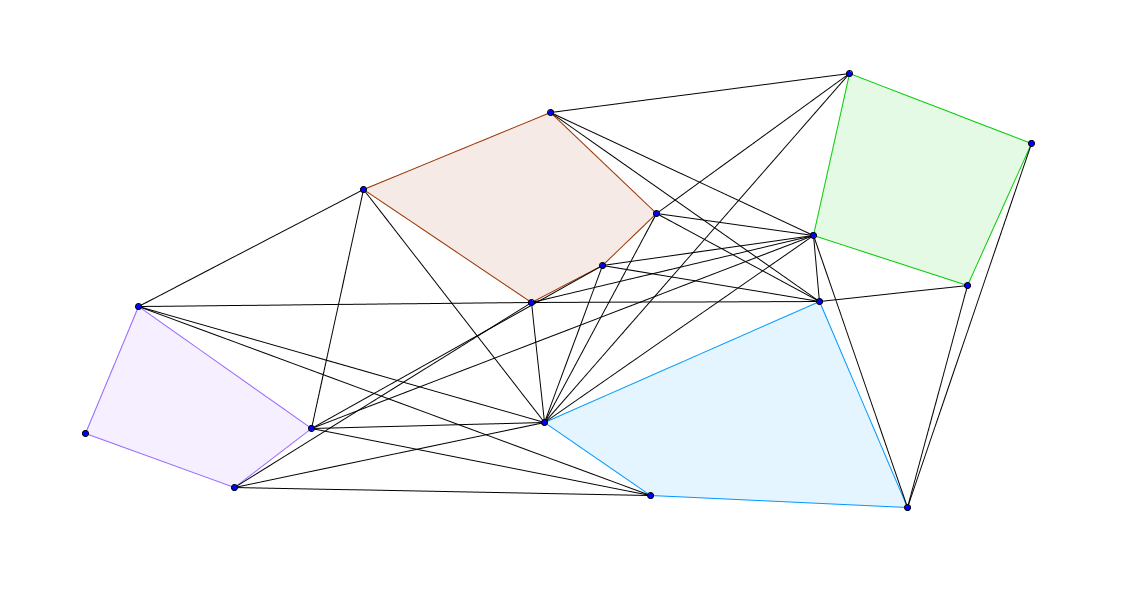
Exemple de graphe de visibilité

En géométrie algorithmique et en planification de mouvement de robot, un graphe de visibilité est un graphe d'emplacements visibles les uns les autres, généralement pour un ensemble de points et d'obstacles dans le plan euclidien. Chaque nœud du graphique représente un emplacement de point et chaque arête représente une connexion visible entre deux points. Autrement dit, pour tout segment reliant deux emplacements ne traversant aucun obstacle, une arête est tracée entre eux dans le graphe.

## Applications
Les graphes de visibilité peuvent être utilisés pour trouver les plus courts chemins euclidiens parmi un ensemble d'obstacles polygonaux dans le plan : le chemin le plus court entre deux obstacles suit des segments de droite sauf aux sommets des obstacles, où il peut tourner. Un plus court chemin euclidien est donc un plus court chemin dans un graphe de visibilité qui a pour nœuds les points de départ et d'arrivée et les sommets des obstacles . Par conséquent, le problème du plus court chemin euclidien peut être décomposé en deux sous-problèmes plus simples: la construction du graphe de visibilité puis l'application d'un algorithme de recherche du plus court chemin tel que l'algorithme de Dijkstra. Pour planifier le mouvement d'un robot qui a une taille non négligeable par rapport aux obstacles, une approche similaire peut être utilisée après avoir agrandi les obstacles pour compenser la taille du robot. Lozano-Pérez & Wesley (1979) attribuent la méthode du graphe de visibilité pour les plus courts chemins euclidiens à la recherche en 1969 de Nils Nilsson sur la planification de mouvements pour Shakey le robot, et citent également une description de 1973 de cette méthode par les mathématiciens russes MB Ignat'yev, FM Kulakov et AM Pokrovskiy.
Les graphes de visibilité peuvent également être utilisés pour calculer l'emplacement des antennes radio ou comme outil dans l'architecture et l'urbanisme grâce à l'analyse par graphes de visibilité.
Le graphe de visibilité d'un ensemble de points situés sur une ligne peut être interprété comme une représentation graphique théorique d'une série chronologique. Ce cas particulier construit un pont entre les séries temporelles, les systèmes dynamiques et la théorie des graphes.

## Caractérisation
Le graphe de visibilité d'un polygone simple a les sommets du polygone comme emplacements de points et l'extérieur du polygone comme seul obstacle. Les graphes de visibilité des polygones simples doivent être des graphes hamiltoniens : la frontière du polygone forme un cycle hamiltonien dans le graphe de visibilité. On sait que tous les graphes de visibilité n'induisent pas un simple polygone. Cependant, une caractérisation algorithmique efficace des graphes de visibilité de polygones simples reste inconnue. Ces graphes n'appartiennent pas à de nombreuses familles connues de graphes bien structurés : il se peut qu'il ne s'agisse pas de graphes parfaits, de graphes circulaires ou de graphes cordal . Une exception à ce phénomène est que les graphes de visibilité des polygones simples sont des graphes cop-win .

## Problèmes connexes
Le problème de la galerie d’art consiste à trouver un ensemble de points relativement petit tel que tous les autres points soient visibles depuis cet ensemble en tenant compte d'un certain nombre d'obstacle. Certaines formes du problème des galeries d’art peuvent être interprétées comme la recherche d’un ensemble dominant dans un graphe de visibilité.
Les bitangentes d'un système de polygones ou de courbes sont des droites tangentes à deux polygones à la fois sans en couper un autre, ou à deux points distincts de la courbe. Les bitangentes d'un ensemble de polygones, restreints à une ligne reliant les deux points dont ils sont tangents, forment un sous-ensemble du graphe de visibilité qui a les sommets du polygone comme nœuds et les polygones eux-mêmes comme obstacles. L'approche par graphe de visibilité du problème du chemin le plus court euclidien peut être accélérée en formant un graphique à partir des bitangentes au lieu d'utiliser toutes les arêtes de visibilité, puisqu'un chemin euclidien le plus court ne peut entrer ou sortir de la limite d'un obstacle que le long d'une bitangente.

## Voir également
- Analyse du graphique de visibilité
- Analyse spatiale architecturale floue
- Syntaxe spatiale